# Triplochiton scleroxylon
Der Triplochiton scleroxylon ist eine von zwei Pflanzenarten der Gattung Triplochiton aus der Familie der Malvengewächse (Malvaceae). Sie ist in Afrika beheimatet. Abachi ist beispielsweise im deutschsprachigen Raum der gebräuchliche Handelsname des Holzes; Handelsnamen des Holzes sind beispielsweise auch Samba, Obeche, African whitewood oder Ayous.

## Beschreibung

### Erscheinungsbild und Blatt

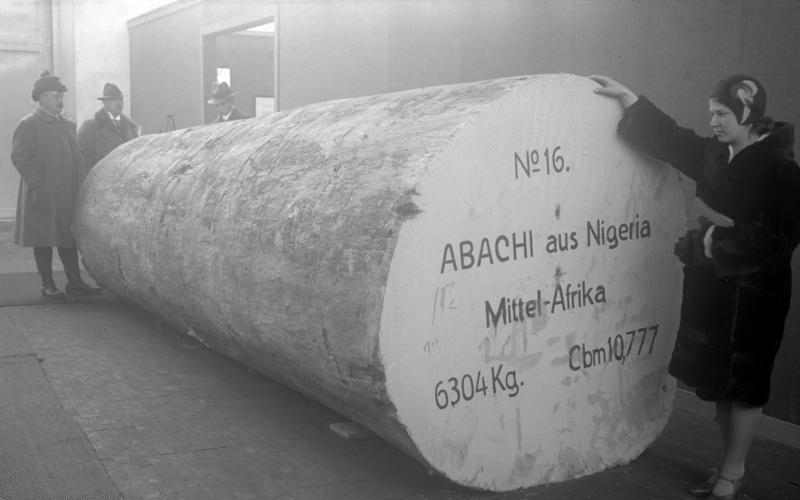
7. Grüne Woche in Berlin, 1932. Abachi-Stamm aus Nigeria, Gewicht 6,3 Tonnen.

Triplochiton scleroxylon ist ein schnellwüchsiger, immergrüner oder meist laubwerfender großer Baum. Er erreicht meist Wuchshöhen von 45, manchmal 50 Meter und Stammdurchmesser von meist etwa 1,5 Meter. Der außergewöhnlich gerade und zylindrische, oft kantige Stamm ist bei älteren Exemplaren meist bis auf eine Höhe von bis zu 30 Meter frei von Ästen und besitzt starke Brettwurzeln, die bis zu einer Stammhöhe von etwa 8 Meter reichen. Die aschgraue oder gelblich-braune, 7 bis 30 mm dicke Borke ist anfangs glatt und später schuppig und rissig; sie besitzt oft vertikale Linien von Lentizellen. Junge Bäume besitzen eine zylindrische Krone und sind bis fast zur Basis beblättert. Später besitzen die Bäume eine hohe, dichte, kugelige Krone mit nicht weit ausgebreiteten Ästen, die bei alten Bäumen oben flach endet.
Die wechselständig an den Zweigen angeordneten Laubblätter sind selten 1,5 bis meist 3 bis 10 cm lang gestielt. Die einfache Blattspreite ist bei einer Länge und Breite von 10 bis 20 cm handförmig gelappt bis gespalten, mit fünf bis sieben Blattlappen mit pfeilförmiger sowie fünf- bis siebennerviger Spreitenbasis; sie sind an Jungbäumen oft größer und tiefer gespalten. Die eiförmigen, dreieckigen oder länglichen und ganzrandigen Blattlappen besitzen ein gerundetes, stumpfes bis spitzes oberes Ende. Die Blattflächen besitzen anfangs braune Sternhaare, werden aber bald kahl. Die 2 bis 4 cm langen Nebenblätter fallen früh ab und hinterlassen eine ringförmige Blattspur.

### Blütenstand und Blüte
Die Hauptblütezeit liegt in der trockenen Jahreszeit. Die ersten Blüten entwickeln Bäume erst im Alter von 15 bis 20 Jahren. Der achsel- oder endständige, dichotom verzweigte, rispig zymöse Blütenstand ist 4 bis 10 cm lang mit dicht behaarter Blütenstandsachse. Die 3 bis 5 mm langen Trag- und Deckblätter sind früh vergänglich. Die 4 bis 5 mm langen Blütenstiele sind beim Herbarmaterial golden filzig behaart.
Die napfförmigen, zwittrigen und kurz gestielten Blüten sind radiärsymmetrisch und fünfzählig mit doppelter Blütenhülle. Die Blütenstiele sitzen an einem „Gelenk“. Die bei einer Länge von etwa 7 mm dreieckigen Kelchblätter sind bis auf ein Drittel ihrer Länge verwachsen und besitzen braune Sternhaare. Die dachziegelig angeordneten, dicht seidig behaarten, weißen und an ihrer Basis rot-purpurfarbenen, ausladenden Kronblätter sind bei einer Länge und Breite von etwa 1 cm breit-verkehrt-ei- bis herzförmig. Die 30 bis 46 gleich langen Staubblätter sind an ihrer Basis paarweise verwachsen. Die Fruchtblätter sind von fünf kronblattartigen Staminodien umgeben. Es sind fünf freie, genäherte und oberständige Fruchtblätter vorhanden. Die fünf Griffel sind verwachsen. Das kurze und behaarte Androgynophor ist 3 bis 3,5 mm lang. Es ist Fremdbestäubung erforderlich.

### Frucht
Die bei Reife braune bis rötlich-braune Spaltfrucht zerfällt in ein bis fünf Teilfrüchte (Flügelnüsse) die wie einzelne Ahornfrüchte aussehen. Die einfach geflügelten, mehr oder weniger intensiv, weich behaarten Teilfrüchte sind bei einer Länge von etwa 2 cm und einer Breite von etwa 1 cm mehr oder weniger rhombisch. Die Flügel sind bei einer Länge von 4 bis 6 cm und einer Breite von 1,2 bis 2 cm länglich-eiförmig mit einem verdickten Rand.
Die Chromosomenzahl beträgt 2n = 40.

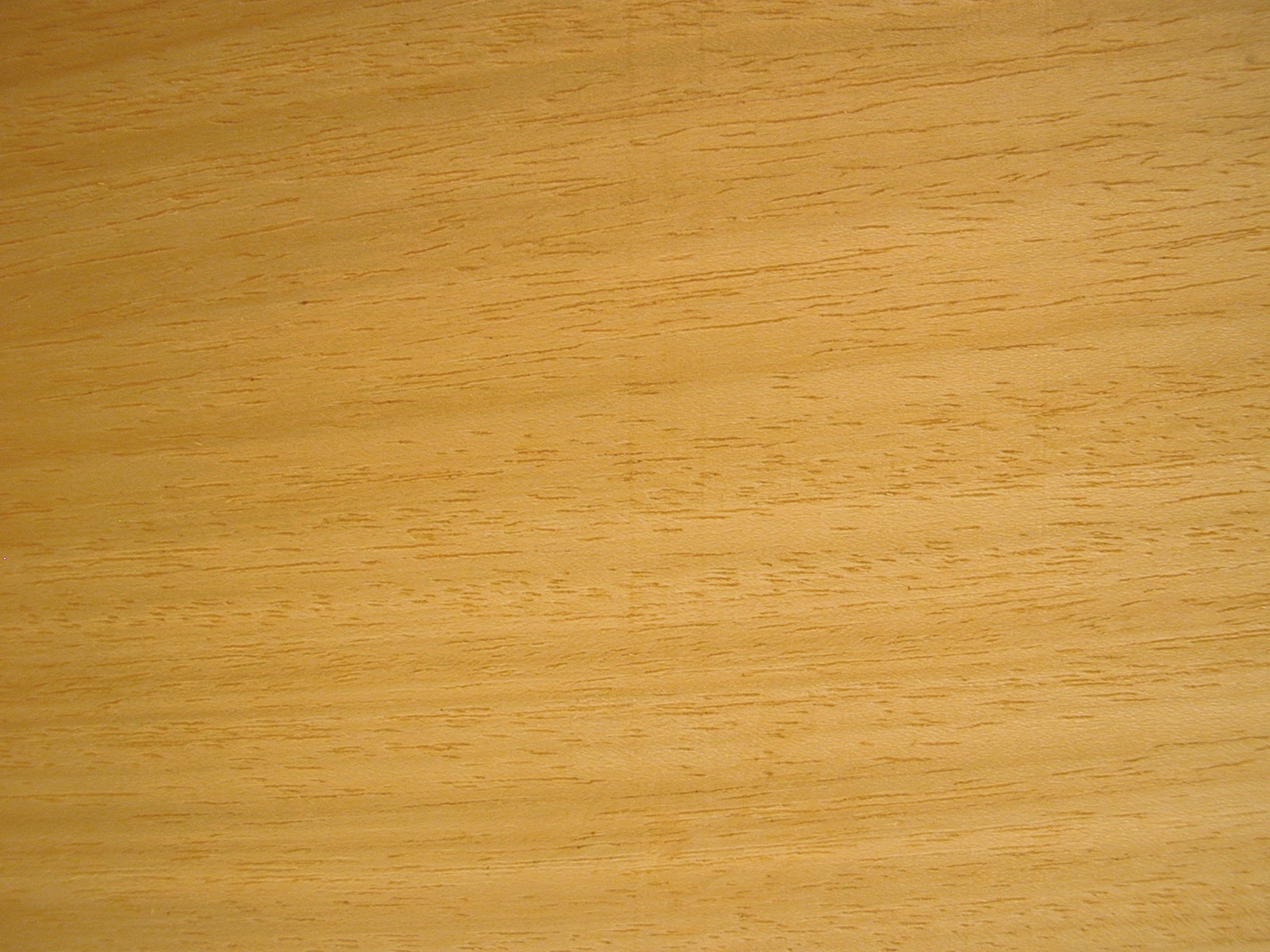
Abachi-Furnier

## Systematik
Die Erstbeschreibung der Gattung  Triplochiton und der Art Triplochiton scleroxylon erfolgte 1900 durch Karl Moritz Schumann in Botanische Jahrbücher für Systematik, Pflanzengeschichte und Pflanzengeographie, 28, S. 330. Der Typusprotolog lautet „Kamerun: Yaunde-Station, bei 800 m - ZENKER u. STAUDT n. 595 - Knospen im Dezember 1894 - ZENKER n. 298 - Blühend im März 1890“, diese Herbarbelege waren im Herbarium in Berlin hinterlegt. Es wurde vermutet, dass es sich um eine Sterculia-Art handelt. Schumann stellte fest, dass die Abweichungen von Sterculia so groß sind, dass er die neue Gattung Triplochiton aufstellte und sogar eine neue Familie Triplochitonaceae aufstellen wollte.
Der Gattungsname Triplochiton ist aus den griechischen Wörtern triplostichus für dreireihig und –chiton für bedecken abgeleitet. Das Artepitheton scleroxylon ist aus den griechischen Wörtern sclero- für hart und xylon für Holz abgeleitet.
- Triplochiton scleroxylon K.Schum. (Syn.: Triplochiton nigericum Sprague, Samba scleroxylon (K.Schum.) Roberty): Sie kommt vom tropischen Westafrika bis zum westlichen tropisch-zentralen Afrika vor.[5]
- Triplochiton zambesiacus Milne-Redh.: Sie kommt vom südlichen Sambia bis Simbabwe vor.[5]

## Holz

### Beschreibung des Holzes
Das Kernholz ist weiß bis hellgelb und scharf abgegrenzt vom bis zu 15 cm dicken Splintholz. Frisch geschlagenes, feuchtes Holz besitzt einen unangenehmen Geruch, der beim Trocknen verschwindet. Das leichte Holz, Satinholz, ist einfach zu bearbeiten. Sägemehl kann Allergien verursachen. Das Holz ist nicht haltbar, denn es wird von Termiten, Käfern und Pilzen befallen.

### Verwendung des Holzes
Das Vollholz wird beispielsweise für Leisten, Profilhölzer, Modelle und Prothesen verwendet. Es wird eingesetzt für Leichtbauteile im Karosserie- und Saunabau, für Bilderrahmen und für Verpackungen. Es wird auch als Furnier oder Sperrholz hergestellt.
In den 1970er Jahren wurde Abachi auch im Orgelbau verwendet, um daraus Holzpfeifen herzustellen. Nachdem jedoch bekannt wurde, dass Abachi meist durch Raubbau gewonnen wird, setzte ein Prozess des Umdenkens ein, im Zuge dessen wieder vermehrt traditionelle einheimische Holzarten, wie z. B. Eiche, Buche, Ahorn, Kiefer und Fichte verwendet wurden.

## Vorkommen
Triplochiton scleroxylon ist im tropischen immergrünen und halbimmergrünen Regenwald südlich des Sahel von Senegal bis Angola verbreitet. Hauptsächliche Vorkommen sind im tropischen Westafrika in der Elfenbeinküste (dort „Samba“ genannt), Ghana („Wawa“), Nigeria („Obeche“) und Kamerun („Ayous“), der Zentralafrikanischen Republik, Sierra Leone, der Demokratischen Republik Kongo und der Republik Kongo.

## Ökologie
Das deutsche Bundesamt für Naturschutz (BfN) rät von der Verwendung dieses Holzes ab. Einem 2007 veröffentlichten Bericht zufolge erfolgt der Abbau von Abachi aus dem zentralafrikanischen Becken vor allem durch eine planmäßige Ausbeutung und durch Entnahme der wertvollsten Bäume. Durch die von den Holzfällern angelegten Straßen dringen außerdem Wilderer in die bisher unberührten Wälder ein und jagen Wildtiere, wodurch v. a. Affen und Antilopen an den Rand der Ausrottung geraten sind. 
Inzwischen ist Abachi auch mit FSC-Zertifizierung erhältlich. Dadurch können ökologische Risiken vermindert werden.